# Musée Picasso (Barcelone)
Pour les articles homonymes, voir Musée Picasso.
Le musée Picasso de Barcelone est consacré à l'un des plus grands artistes espagnols dans la ville où Pablo Picasso passe la première période de sa vie de jeune adulte et où il exposa ses premières œuvres d'art. Le musée se trouve dans le quartier du Born.

## Historique
Les œuvres couvrent la période de 1890 à 1967 mais la majorité du musée présente les premiers travaux de l'artiste ainsi que son enfance. À l'âge de 14 ans, Picasso déménagea avec sa famille de Malaga à Barcelone. Cette ville étant également le lieu de sa première exposition datant du 1er février 1900 au cabaret Els Quatre Gats, il est logique qu'elle accueille une si large collection de ses premiers travaux. De plus, ces œuvres étant de l'époque où Picasso vivait à Barcelone, la collection reflète la relation qu'il entretenait avec cette ville.

## La collection
Le musée naît de l'imagination de Jaume Sabartés en 1935. Cet ami personnel et secrétaire de Pablo Picasso donne à la ville sa collection de toiles du maître. Ce sont les premières à être exposées au musée. En 1968, à la mort de Sabartés, Picasso offre à l'établissement une série de 58 cadres sur les Ménines, ainsi qu'un portrait de 1901 de Sabartés. Il s'engage également à fournir d'autres œuvres.
En 1970, Picasso fait un nouveau don de 920 toiles de styles et de techniques variées. Les dons continuent, et le musée prend de l'importance. En 1982, Jacqueline Roque, la veuve du peintre, fait livrer au musée 40 nouvelles céramiques, suivies un an plus tard de 117 gravures. Enfin, des particuliers et des galeries d'art complètent la collection actuelle de 4 249 œuvres.
La majeure partie des peintures exposées font partie de la période comprise entre 1890 et 1917. Les principales sont Science et Charité (1897), L'Attente (1901), Femme au bonnet (1901) ou l'Arlequin, peint en 1917. Le musée garde peu de toile des époques suivantes. La plus importante, peinte en 1957, fait partie des Ménines.
La collection de gravures et de lithographies est constituée d'œuvres réalisées entre 1962 et 1982. Ce sont des copies des œuvres du maître faites et offertes par Picasso lui-même. On y trouve également des illustrations de livres. L'exposition se termine par une céramique offerte par Jacqueline Picasso après la mort de son mari.

## Visites
La visite des collections est organisée chronologiquement : 
1. Malaga ;
2. La Corogne ;
3. Barcelone ;
4. Malaga : étés 1896 et 1897 ;
5. Madrid ;
6. Horta de Sant Joan ;
7. Barcelone : 1899 – 1900 ;
8. Paris : 1900 – 1901 ;
9. Période bleue ;
10. Période rose ;
11. Barcelone : 1917 ;
12. 1917 – 1957 ;
13. Les Ménines ;
14. Gravures ;
15. Céramiques.

## Musée
Le musée Picasso se trouve dans l'une des cinq grandes maisons et palais de la rue Montcada de Barcelone dans le quartier du Born. Ces édifices des XIIIe et XIVe siècles sont de style gothique catalan et suivent un plan commun : une cour intérieure d'où monte un escalier extérieur qui permet d'accéder aux étages nobles. Après les extensions de la collection, le musée a dû être agrandi. Il s'est étendu sur les bâtiments voisins :
- Le bâtiment principal est l'ancien palais Aguilar. C'est un édifice du XIIIe siècle qui appartenait à Berenguer Aguilar. Il passa ensuite dans les mains de diverses familles de la bourgeoisie catalane jusqu'à ce que le bâtiment soit acheté par la mairie de Barcelone en 1953. Des restes de peintures du XIIIe siècle furent retrouvés dans le palais et sont aujourd'hui exposés au musée national d'art de Catalogne.
- Le palais du baron de Castellet (au numéro 17) est un palais médiéval qui a été transformé au XVIIIe siècle.
- Le palais Meca (au numéro 19) a été édifié entre les XIIIe et XIVe siècles et a été également modifié au XVIIIe siècle.
- La maison Mauri (au numéro 21) date du XVIIIe siècle, mais ses fondations datent de la période romaine lorsque la zone faisait partie de la banlieue de Barcino.
- le palais Finestres (au numéro 23) est construit en partie sur les bases d'un bâtiment du XIIIe siècle et occupe une nécropole romaine.

En 2009, le musée occupe 10 628 m2.